# Stazione di Ceretolo
Stazione di Ceretolo vasútállomás Olaszországban, Ceretolo településen.

## Vasútvonalak
Az állomást az alábbi vasútvonalak érintik:
- Casalecchio–Vignola-vasútvonal

## Kapcsolódó állomások
A vasútállomáshoz az alábbi állomások vannak a legközelebb:
- Stazione di Casalecchio Garibaldi
- Ceretolo railway station